# Sariputta

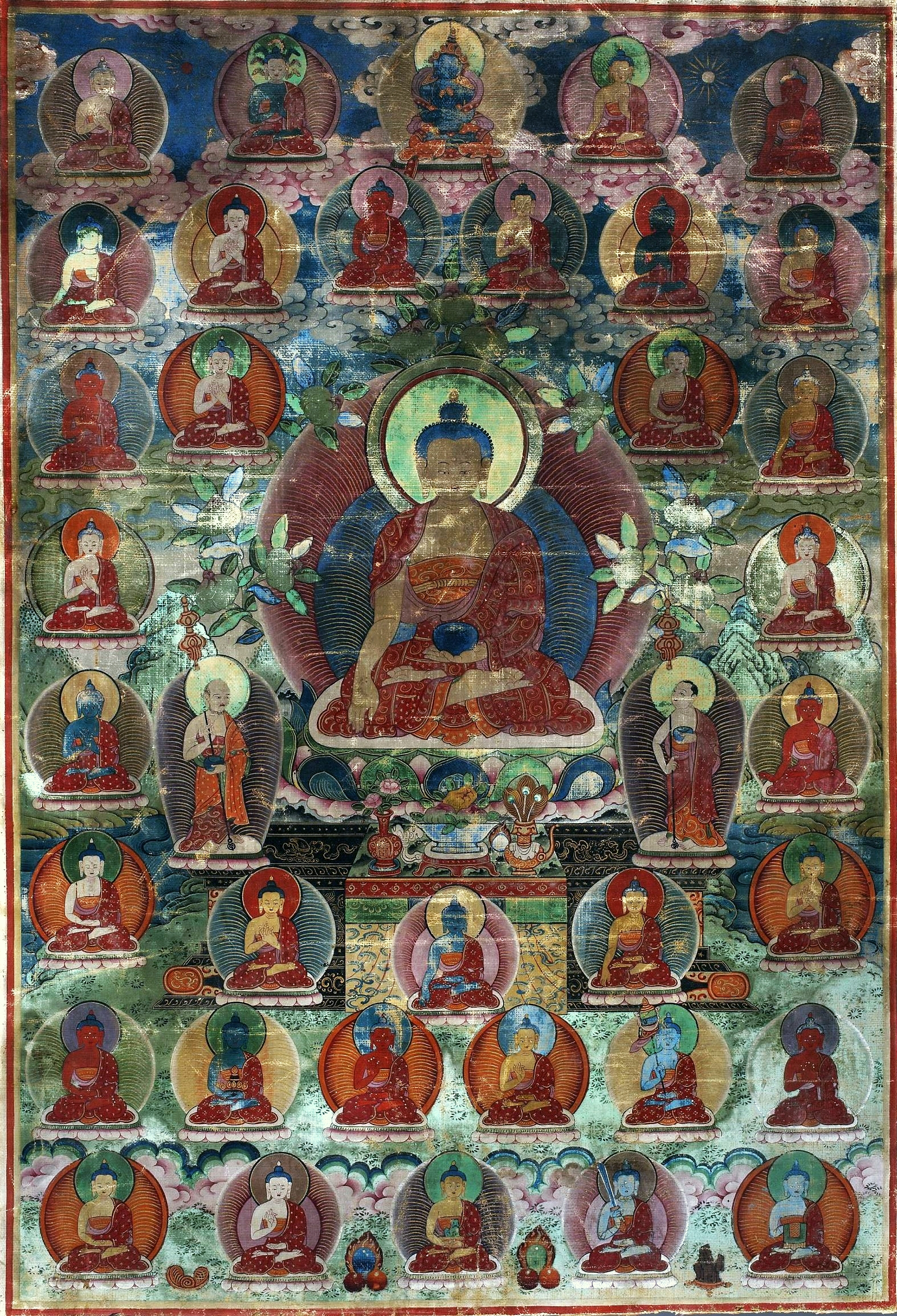
Le Bouddha Shakyamuni accompagné par Maudgalyâyana et Sariputta (deux disciples et arhat), thangka tibétain du XVIIIe siècle, musée national de Varsovie.

Sāriputta (pāli), Śāriputra (sanskrit) ou Shariputra, nom d’origine Upatissa, était le premier en titre des disciples du Bouddha, premier en sagesse et héritier spirituel, « général du dharma » (dhammasenāpati), selon les propres mots de Gautama. Il était aussi l’un des deux précepteurs de son fils Rahula. De nombreux discours du Sutta Pitaka lui sont attribués. Né dans une famille brahmane, il fut d’abord avec Moggallana, ami d’enfance et second disciple, ascète de l’école paribbajaka dirigée par le sceptique Sanjaya Belatthiputta.
Autres noms sanscrits : Sāriputra, Sāliputra, Sārisuta, Sāradvatīputra. Sārisambhava ; chinois : 舍利弗 Shélìfú.
Actuellement, certains historiens, parmi diverses chronologies retiennent ces dates : première rencontre avec le Bouddha en -527, décès en oct. nov. -486 un mois avant Moggallana et avant le Bouddha (mars-avril -483 ?).

## Origines

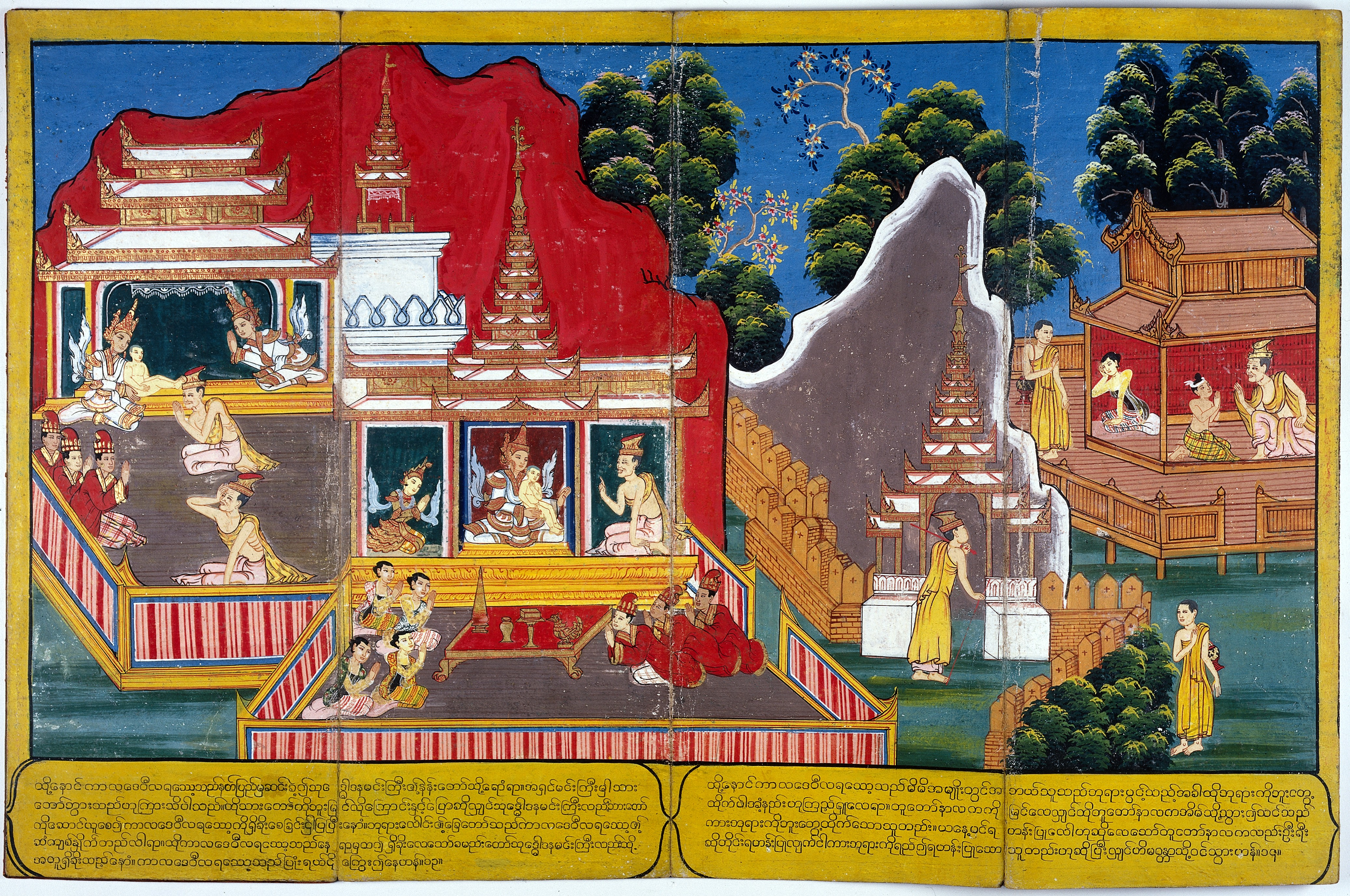
L'ascète Kaladevala rencontre le Bodhisatta, puis cherche parmi sa famille qui est digne d'en recevoir les enseignements. Il convainc son neveu Nalaka de quitter son foyer pour devenir ascète dans l'Himalaya. Wellcome Library, XIXe siècle.

Sariputta est né près de Rajagaha, dans l'état du Magadha, ses parents sont le brahmane Tishya et sa femme Shari, le même jour que Moggallana, né dans une famille amie de la même caste. Il aurait reçu comme nom personnel Upatissa, mais sera surtout connu, comme c’était souvent le cas, par le nom de sa mère (Sariputta : fils de [dame] Sari). Certains commentateurs prétendent qu’Upatissa était le nom de son bourg natal, mais d’autres sources donnent Nalaka ou Nalagamaka. Il avait trois frères (Cunda, Upasena, Revata) et trois sœurs (Cala, Upacala, Sisupacala), qui devinrent tous moines et moniales bouddhistes. Avant de devenir nonnes, ses sœurs furent tout d’abord mariées et donnèrent naissance à trois fils qui entrèrent eux aussi dans les ordres ; un oncle bonze est également mentionné dans les sources. Malgré l’enthousiasme évident de la famille pour la doctrine du sage des Shakyas, la mère de Sariputta y était violemment hostile, et ne changera d’avis qu’à la mort de son fils, revenu tout exprès pour la convertir avant d’expirer.

## Conversion

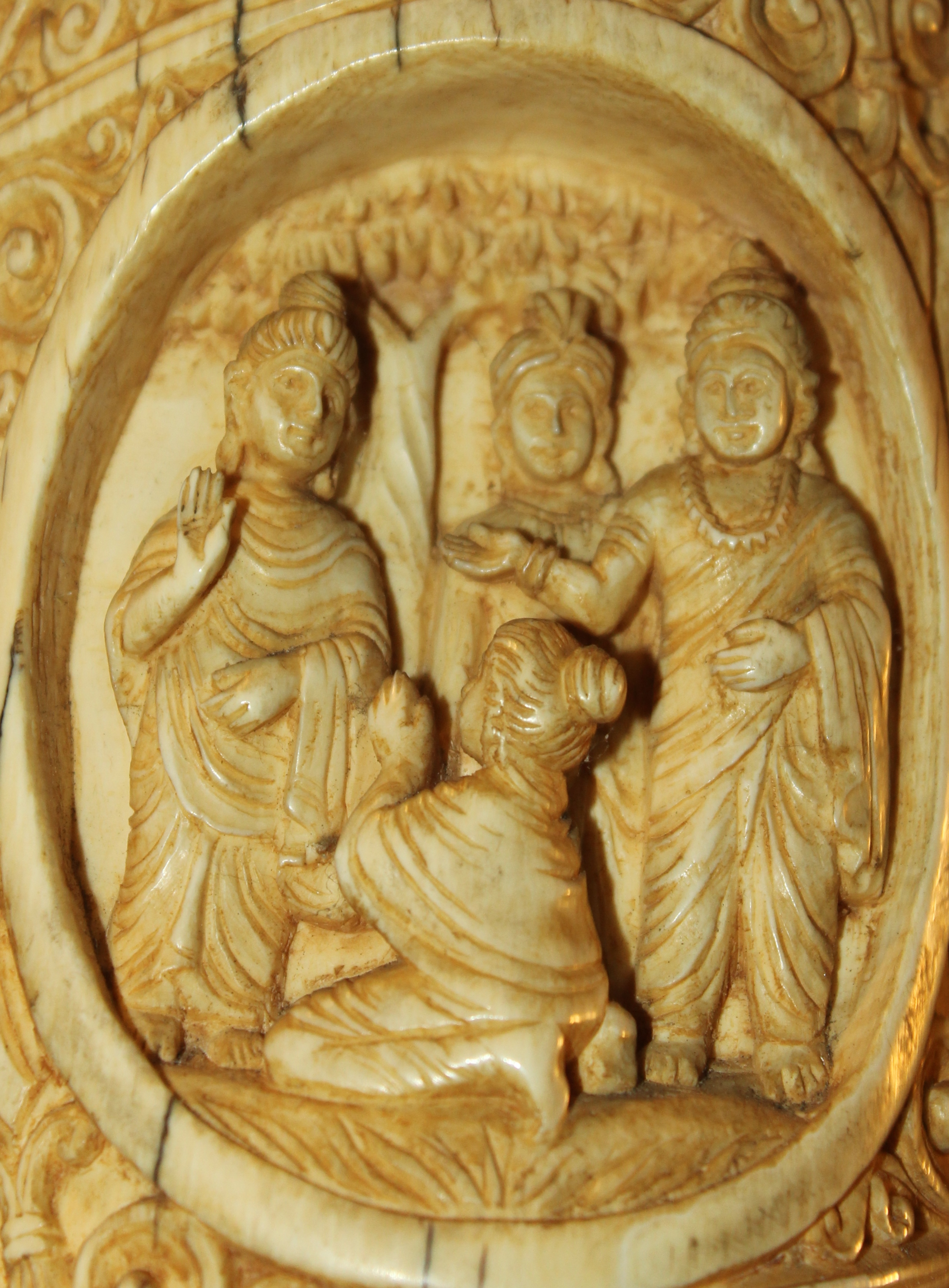
Shariputta et Moggallana deviennent disciples du Bouddha

Leur maître Sanjaya leur ayant, de son propre aveu, dispensé l’intégralité de son savoir, Sariputta et Moggallana furent convaincus de rejoindre la communauté de Shakyamuni par Assaji (sk Asvajit), l’un des cinq premiers compagnons du Bouddha avant son illumination. Moggallana se serait décidé le premier ; Sariputta, éternellement respectueux envers ses maîtres, ne voulait tout d’abord pas abandonner Sanjaya et tenta de le convaincre de les suivre. Devant son refus obstiné, il se résigna à partir. Les deux compagnons d’ascèse se présentèrent donc auprès de Gautama avec 250 ou 500 disciples paribbajakas qui les auraient suivis. Ces derniers devinrent arhats immédiatement après avoir entendu le premier prêche du Bouddha, mais Mogallana n’atteignit ce stade qu’une semaine après, et Sariputta deux semaines plus tard, fait traditionnellement interprété comme signe de leur potentiel supérieur, demandant plus de temps pour mûrir.

## Moine

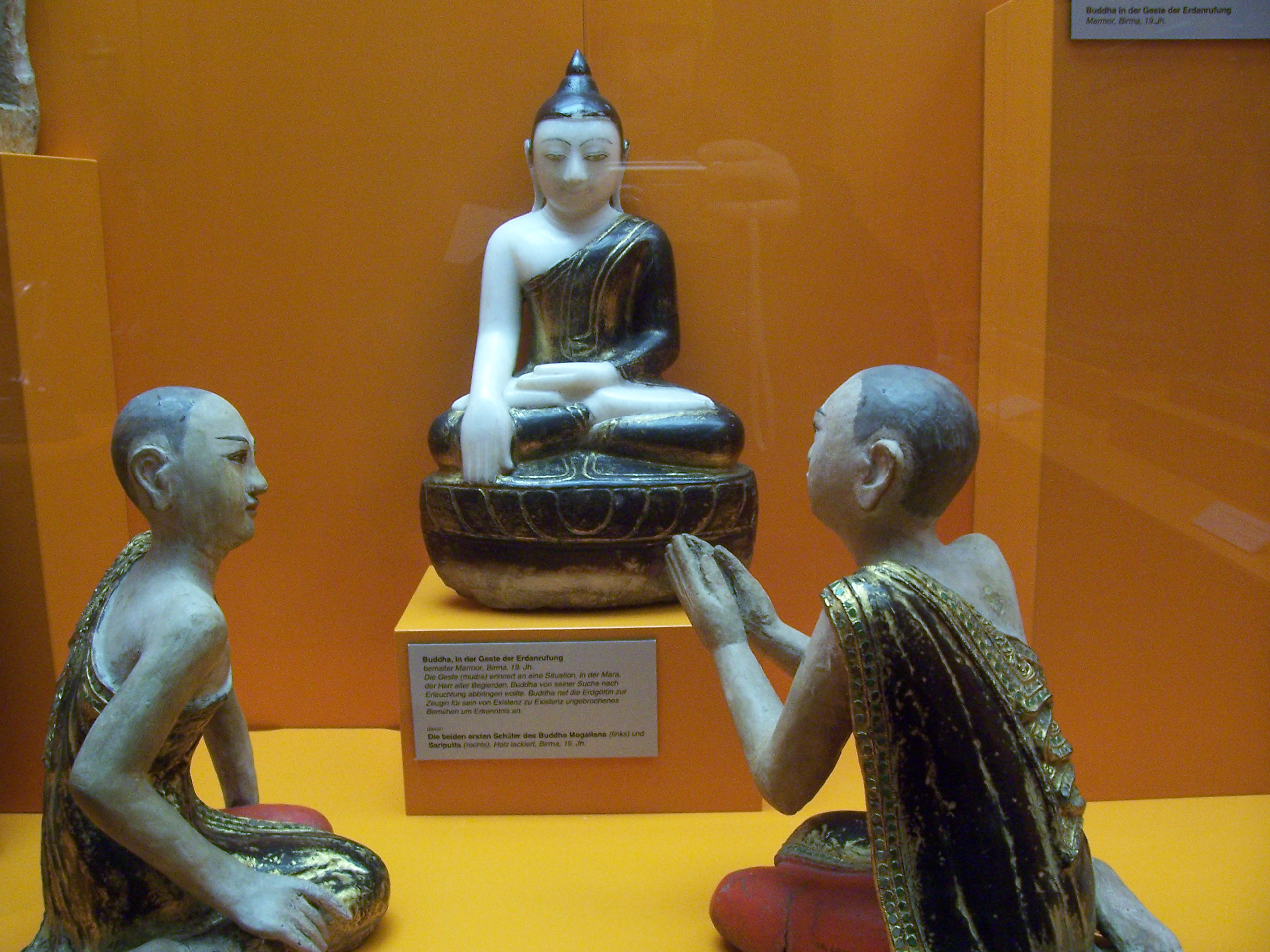
Le Bouddha, avec ses disciples Moggallana (à gauche) et Sariputta (à droite)

Le Bouddha leur aurait donné rapidement après leur ordination le titre de chefs des disciples (aggasāvaka). Aux autres moines qui désapprouvaient cette promotion de nouveaux venus, Gautama expliqua qu’ils la méritaient pour avoir fait dans une vie antérieure le vœu d’accéder à cette position, et pratiqué à cet effet les vertus durant de nombreuses existences. Sariputta était particulièrement renommé pour son intuition et sa sagesse. Le Bouddha l’avait d’ailleurs proclamé le plus sage de ses disciples (etadaggam mahāpaññānam) lors d’une assemblée, et le laissait souvent prêcher sur des thèmes qu’il lui donnait ou sur des thèmes de son propre choix. Des moines et des laïcs venaient à lui pour des questions de doctrine ou de pratique. Le Sutta Pitaka contient de nombreux discours qui lui sont attribués, et la tradition en fait le dépositaire privilégié de l’Abhidharma, prêché pour la première fois par le Bouddha à sa mère Maya et aux autres devas du ciel Tāvatimsa, selon certaines sources. À intervalles réguliers, Gautama devait quitter ce ciel, laissant un double (nimitta buddha) continuer le prêche, pour revenir sur terre à Anotatta se baigner dans un lac et se reposer. Sariputta le rejoignait alors et se faisait répéter l’enseignement qu’il transmettait à ses propres disciples. 
Il excellait dans les débats, et eut l’occasion de faire la preuve de ses talents lors de l’aménagement du Jetavana, domaine offert aux bouddhistes par le riche Anathapindika, donation qui rencontra beaucoup d’opposition.

## Relations dans lesangha
En tant que premiers disciples, Sariputta et Moggallana étaient aussi « exécuteurs des hautes œuvres ». C’est ainsi qu’ils furent chargés, entre autres, de ramener les schismatiques qui avaient suivi Devadatta et d’excommunier les moines récalcitrants de Kitagiri. Cette fonction disciplinaire valut à Sariputra quelques inimitiés et deux plaintes avérées, rejetées par le Bouddha. Sariputta avait, dit-on, un sens aigu des responsabilités vis-à-vis du maintien de l’image de la communauté. Lorsque les jeunes moines étaient sortis mendier, bien qu’il puisse en tant que doyen se consacrer à la méditation ou se reposer, il préférait souvent en toute humilité faire un peu de ménage, disant : « Si des hérétiques venaient à passer, il ne faudrait pas qu’ils repartent avec une mauvaise impression ».
Sariputra et Moggallana, amis d’enfance selon la légende, entretenaient une relation privilégiée illustrée dans de nombreuses anecdotes où l’intuition du premier est mise en parallèle avec les pouvoirs surnaturels du second. Le Saccavibhanga Sutta compare Sariputta à la mère naturelle des disciples, qui les amène à la conversion, et Moggallana à la mère nourricière qui les éduque jusqu’aux pouvoirs surnaturels d’iddhi. Il était également en très bons termes avec Ananda, assistant du Bouddha ainsi qu'avec le fils de celui-ci, Rahula, qu’il avait ordonné et dont il était un des précepteurs.
Il était très respectueux de ceux qui avaient été ses maîtres et, bien que premier assistant de Gautama, continuait de dormir chaque nuit la tête tournée dans la direction où il pensait que se trouvait Assaji, selon la coutume brahmane. Ses disciples principaux étaient : Kosiya, Kandhadinna, Cullasari, Vanavasika Tissa, et Sankicca Sarabhu.

## Mort

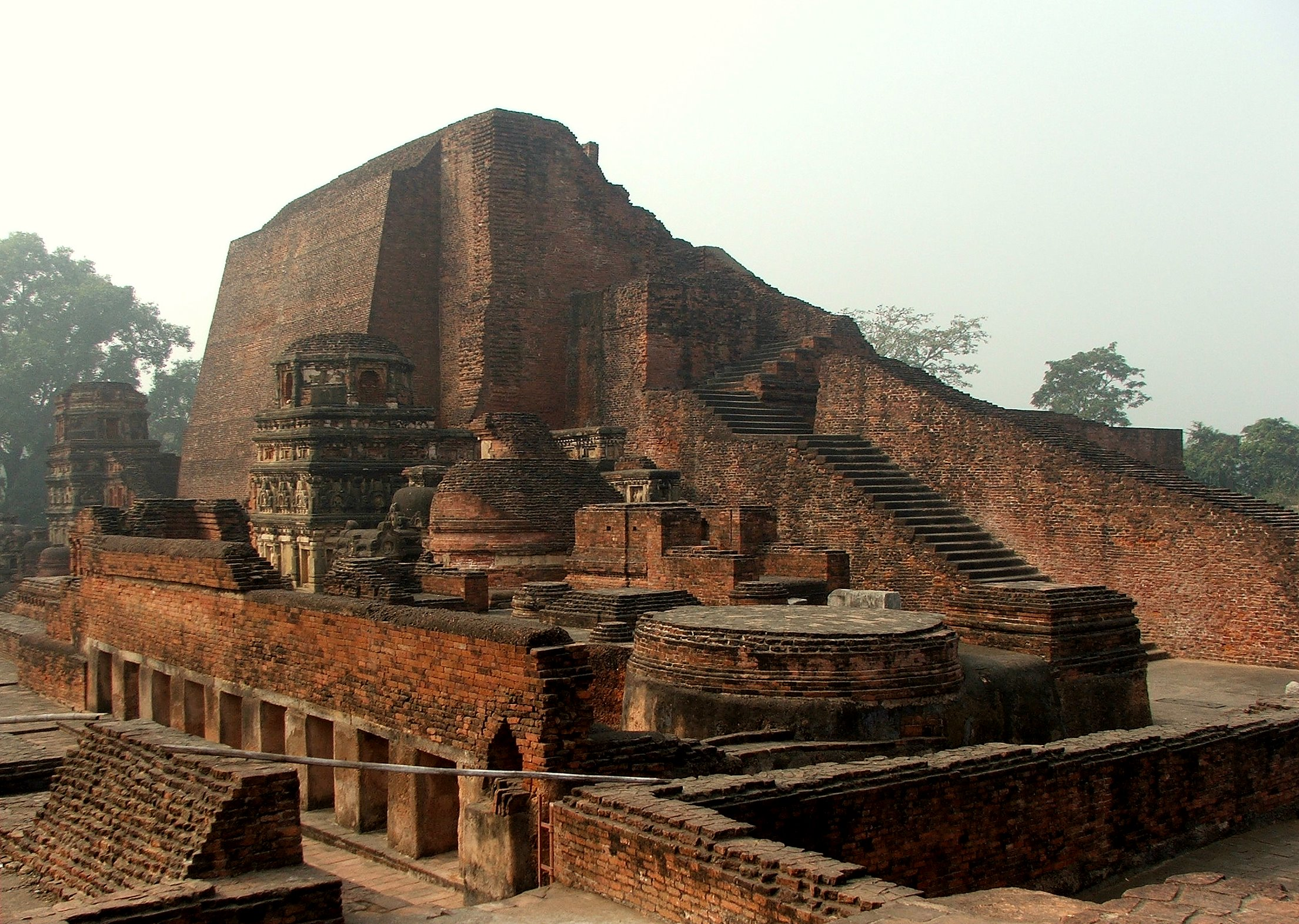
Stoupa principal de de Sariputta à Nalanda

Sariputta (et Moggallana) seraient morts quelques mois avant le Bouddha. alors que ce dernier venait de rentrer à Savatthi après sa retraite annuelle à Beluvagama. Sariputta, sentant qu’il s’éteindrait dans une semaine, vint lui faire ses adieux et prononcer devant lui sa dernière profession de foi. Puis il se mit en route vers son village natal car il était déterminé à tenter une ultime fois de convertir sa mère, encouragé par le Bouddha qui lui avait confirmé qu’elle était spirituellement prête. Il se mit en marche avec une grande escorte. Son neveu, Uparevata, l’attendait à l’entrée du bourg, mais sa mère ne voulut pas le voir. Il s’installa dans la chambre où il était né et tomba bientôt malade, veillé par son frère Cunda Samanuddesa. C’est seulement en voyant les quatre rois gardiens des orients et Maha Brahma en personne se joindre à la veille qu’elle réalisa que moine bouddhiste n'était pas synonyme de déchéance. Elle vint écouter le dernier prêche de son fils, fut touchée et devint sotapanna. 
Sariputta mourut un jour d’uposatha de pleine lune du mois de kattika (octobre-novembre) ; Moggallana devait mourir quinze jours plus tard, lors de l’uposatha de nouvelle lune. Cunda porta ses reliques, son bol et ses robes à Ananda qui les transmit au Bouddha. Ce dernier lui fit ériger un stupa.

## Sariputta et le canon bouddhique
Parmi les nombreux discours qui lui sont attribués, les plus connus sont les suttas Dasuttara et Sangiti, ainsi que le Discours de l’empreinte de l’éléphant. La tradition lui attribue l’ordre des textes des sept livres de l’Abhidharma, bien que leur rédaction soit vraisemblablement postérieure à l’époque du Bouddha. L’Anupada Sutta est un long éloge que Gautama lui aurait adressé.
Sariputta apparait dans certains sutras mahayana, en particulier le Sutra de Vimalakirti et le Sutra du Lotus, avec une image moins exaltée que dans le canon pali. Sa place prééminente dans la communauté bouddhique des origines lui vaut d’y incarner le disciple hinayana à l’entendement inférieur, tels que le voyaient les militants du Grand Véhicule.

## Bianwen
Le plus ancien des bianwen (genre de la littérature orale chinoise, dans lequel le récit fait alterner prose et vers) bouddhiques, datant des environs de 750, se rapporte à la légende de Sariputra, disciple de Çakyamuni, et à son combat magique contre un magicien représentant la religion locale, à l'occasion de la fondation du monastère de Jetavana (en),. Au recto, la partie conservée présente cinq scènes séparées par un arbre. De la gauche vers la droite (mais la présentation du rouleau au public devait se faire de la droite vers la gauche, la première scène à gauche étant la scène finale) : deux démons créés par le magicien sont soumis par un roi gardien céleste appelé par Sariputra ; un dragon créé par le magicien est défait par un oiseau garuda créé par Sariputra ; un lac créé par le magicien est asséché par un éléphant blanc créé par Sariputra ; un buffle créé par le magicien est vaincu par un lion créé par Sariputra ; une montagne créée par le magicien est détruite par un vajra créé par Sariputra.

Rouleau illustré représentant le combat magique entre Śariputra et Raudrakṣa. 27,5 x 571,3 cm. Manuscrit Pelliot chinois 4524, datant des environs de 750, Bibliothèque nationale de France.